# Llenguatge SMS

El llenguatge SMS, llengua xat o d'internet és l'alteració de la llengua ordinària per comunicar-se per escrit a través de missatges de telèfon mòbil, xats, jocs en línia i dispositius similars. Va néixer de la limitació de caràcters en els SMS, que obligava a condensar la informació i que podien ser incòmodes de teclejar per haver de repetir moltes vegades una pulsació. El seu èxit, però, va fer que s'usés a la xarxa encara que no hi fossin presents aquestes limitacions per la rapidesa que suposa.

## Característiques
La característica més destacada és l'ús d'abreviatures. En comptes d'escriure tota la paraula, s'eliminen les vocals i els sons no significatius ("stic") i s'usen abreviacions convencionals ("pq" en lloc de "perquè", per exemple). També s'aprofiten els números per substituir les lletres (10 passa a significar "adéu", com si fos un logograma). Aquestes convencions varien en funció de la llengua usada, per això escriure 521 té sentit en xinès, ja que es pronuncia igual que "t'estimo", però no en altres idiomes. Hi ha expressions que han esdevingut internacionals, com els manlleus en la lingüística ordinària, com per exemple l'expressió anglesa LOL per voler indicar un riure.
El llenguatge SMS aprofita diferents recursos gràfics, com allargar les lletres per indicar l'entonació de la frase, posar majúscules per transmetre èmfasi o l'ús abundant d'emoticones per expressar sentiments. Una emoticona és un símbol que vol imitar el rostre humà a partir de combinacions de caràcter. Molts programes, com el Messenger, faciliten la inserció de cares sofisticades o fins i tot animacions per treure més rendiment a les emoticones. Així, els dibuixos poden arribar a substituir les paraules, com en els jeroglífics.
Hi ha expressions exclusives d'aquest llenguatge, nascudes de les converses del xat o dels jocs en línia. A vegades poden portar a confusió quan els interlocutors són de països diferents. Per exemple "gg" és l'abreviatura anglesa de "good game" i s'empra habitualment en altres llengües, però per a molts castellanoparlants significa que la persona s'està rient (és l'onomatopeia del riure, que en la seva grafia en castellà pren la forma "jeje"). El vocabulari és el de la llengua col·loquial i l'argot tècnic general de la informàtica, amb molts mots provinents de l'anglès.
L'ortografia es veu alterada, desapareixen els accents, s'usen grafies com la K o la W en català, no s'usen els signes d'interrogació o exclamació d'inici de frase ni la CH en castellà, es poden ajuntar paraules (com el cas dels pronoms febles) i minva l'ús de la puntuació.
Morfosintàcticament, predominen les oracions simples o enunciats inacabats, propis de l'oral, que s'omplen amb les inferències de l'altra persona. Apareixen repeticions, interrupcions i allargaments com si fos un diàleg. Els salts de línia fan que es perdin unitats com el paràgraf.

## Crítiques
El llenguatge SMS ha estat durament criticat, ja que moltes persones diuen que els joves (els principals usuaris d'aquest llenguatge) s'acostumen a escriure malament, que dubten de la norma i que empobreix el discurs. A Internet han sorgit diverses campanyes per limitar-lo, sobretot pel que fa a blocs i pàgines web estàtiques, on el temps no és clau i es pot escriure amb les convencions normatives.
En realitat, però, no és un llenguatge sinó una variant informal i el seu ús depèn del registre (no és correcte emprar-lo en un examen, com denuncien els professors, però sí que pot ser-ho entre amics). És una variant força personal (cada persona pot abreujar d'una determinada manera) i això és controvertit, per a alguns permet expressar-se d'una manera més lliure però altres adiuen que pot ser difícil de llegir, que cal verbalitzar-lo (i és un retrocés en la lectura, per tant) i que es presta a ambigüitats.